# 杜鳳楊
杜 鳳楊（と ほうよう、Du Fengyang、1848年 ‐ 1870年）は、清末に雲南で起こった回族反乱（パンゼーの乱）の指導者杜文秀の長女。杜鳳英とも書く。蔡廷棟の妻であったので蔡杜氏とも呼ばれる。
杜文秀は1856年に雲南での回民蜂起を指導し大理をはじめ多くの都市を手中に収めており、1867年に昆明に向けて40万の大軍を派遣した。杜鳳楊は幼いころより父親に従って軍中にあって、知勇を知られていた。昆明遠征にあたって杜鳳楊は監軍に任命された。また一説には総司令官であったともいう。
遠征軍は昆明に迫ったものの清軍は援軍を集め、雲貴総督の劉岳昭と雲南巡撫の岑毓英が二手に分かれて尋甸州にいた遠征軍を挟み撃ちにしようとした。杜鳳楊は果敢に撃って出て、激戦の末、清軍を各個撃破した。1868年12月16日、清軍は撤退し、劉岳昭は革職留任処分となった。この尋甸の戦いで杜鳳楊の名は大きく上がることとなった
杜鳳楊は勝ちに乗じて昆明攻略を再開したが、兵力の不足から清軍の大軍に敗れ、1869年に遠征軍は壊滅した。清軍はその後尋甸州と嵩明州を包囲した。杜鳳楊は嵩明州にいたが、兵は少なく食料も尽きて苦戦し、5月に陥落し、杜鳳楊と蔡廷棟は捕らわれた。岑毓英は杜鳳楊を処刑しようとしたが、雲南提督馬如龍は杜文秀の降伏の説得にあたらせようとして、杜鳳楊と蔡廷棟を監禁した。しかし杜鳳楊は馬如龍の説得には応じなかった。
1870年8月、蔡廷棟と杜鳳楊は逃走を試み、蔡廷棟は昆明からの脱出に成功するが、杜鳳楊は脱出に失敗し、城内の民家に隠れていたところを捕えられた。馬如龍は蔡廷棟に投降するよう呼びかけるように杜鳳楊に迫ったが応じなかった。やがて蔡廷棟が軍を率いて再び昆明を攻めたため、杜鳳楊はついに処刑された。